# Kursk (U-Boot)
Die Kursk (russisch Курск), K-141, war ein 1990/1991 gebautes, mit Seezielflugkörpern bestücktes russisches Atom-U-Boot des Projektes 949A (NATO-Code Oscar-II-Klasse).
Als es im Jahr 2000 infolge einer vermutlich durch einen technischen Defekt ausgelösten Explosion in der Barentssee sank, behauptete das russische Militär zunächst, die Kursk sei von einem US-amerikanischen U-Boot gerammt worden. Die russische Marine besaß kein spezielles Rettungs-U-Boot, das über zur Kursk kompatible Rettungsschleusen bzw. Roboterarme verfügte, sondern lediglich Tauchkapseln. Die zögerliche russische Informationspolitik, die zunächst gescheiterten Rettungsversuche der schlecht ausgerüsteten russischen Marine, mit Hilfe norwegischer Taucher die Ausstiegsluke zu öffnen, sowie die Skepsis russischer Marineoffiziere, ob das Öffnen der angeblich beschädigten Ausstiegsluke überhaupt noch möglich sei, führte zu einer gravierenden Verzögerung und zur sehr späten Annahme der ausländischen Hilfsangebote.
Nach zeitraubenden Fehlversuchen gelang es den norwegischen Tauchern drei Tage nach ihrem Eintreffen und über eine Woche nach der Explosion, nun von ihrer eigenen Tauchplattform aus operierend, die innere Luke zu öffnen. Dabei mussten sie feststellen, dass es keine Überlebenden mehr geben konnte, da alle Sektionen bereits geflutet waren. Allerdings sagte der norwegische Offizier Erland Raanes aus, dass, entgegen den Behauptungen russischer Marineoffiziere, an der Ausstiegsluke keine Schäden festgestellt wurden. Die russische Regierung bat darauf die norwegische Regierung, die Bergung der Leichen durchzuführen.
Später stellte sich heraus, dass etwa 23 Besatzungsmitglieder zunächst überlebt hatten und sich in die hinterste Sektion retten konnten, wo auch die Notausstiegsluken waren. Durch einen heruntergefallenen CO2-Filter, der mit Wasser oder Öl in Kontakt geriet, wurde eine chemische Reaktion hervorgerufen, die zu einem Brand führte. Dieser verbrauchte den restlichen Luftsauerstoff und die Männer erstickten.

## Geschichte

### Bau
Am 22. März 1990 wurden die ersten Sektionen verschweißt, damit wurde K-141 auf Kiel gelegt. Die Russische Seekriegsflotte nahm das U-Boot am 31. Januar 1991 in die Bestandsliste auf und ordnete es am 3. Juni 1992 den atomgetriebenen Raketen-U-Kreuzern zu. Auf Befehl des Oberkommandos der Seekriegsflotte wurde K-141 am 6. April offiziell der Name Kursk verliehen. Am 16. Mai 1994 wurde K-141 Kursk aus der Bauhalle gezogen und damit erfolgte der Stapellauf. Die Unterschrift unter der Abnahmeakte und das Hissen der Seekriegsflagge erfolgten am 30. Dezember 1994. Am 1. März 1995 erfolgte die Übergabe an die Nordflotte sowie die Stationierung in Ura Guba / Widjajewo.

### Erste Fahrten
Der erste Kommandant der Kursk, Wiktor Roschkow, konnte sich seine Mannschaft neu zusammenstellen. Der Besatzung gelang es, K-141 Kursk innerhalb von sechs Monaten zur Einsatzbereitschaft zu führen. Die Probleme in der inneren Führung der Flotte nahmen jedoch zu, da sich Russland selbst in einer Krise befand und das Militär chronisch unterfinanziert beziehungsweise durch die damals herrschende allumfassende Korruption gelähmt war. 1996 wurde bereits über ernste Folgen spekuliert, falls keine Befehle mehr ausgeführt würden. An Bord gab es unregelmäßige und unzureichende Verpflegung. Roschkow bat den Bürgermeister der Stadt Kursk um Hilfe; daraufhin fuhren alle drei Monate Lastwagen mit Lebensmitteln zum Stützpunkt. 1997 quittierte Roschkow seinen Dienst und verließ die Flotte.
Neuer Kommandant wurde der Kapitän Ersten Ranges Gennadi Petrowitsch Ljatschin. 1998 wurden in Sewerodwinsk die Waffensysteme und Sensoren modernisiert. Danach begann eine Mittelmeerfahrt. 1999 wollte Russland nach den Operation Allied Force der NATO in Jugoslawien wieder Stärke in diesem Gebiet zeigen. Ljatschin gelang es, die Kursk unbemerkt durch die Straße von Gibraltar zu bringen. Später wurde das Boot durch Sonarbojen geortet und verfolgt. Am 19. Oktober 1999 lief die Kursk nach 78 Tagen auf See wieder in Widjajewo ein. Daraufhin wurde sie das Flaggschiff ihrer Flottille.

### Untergang

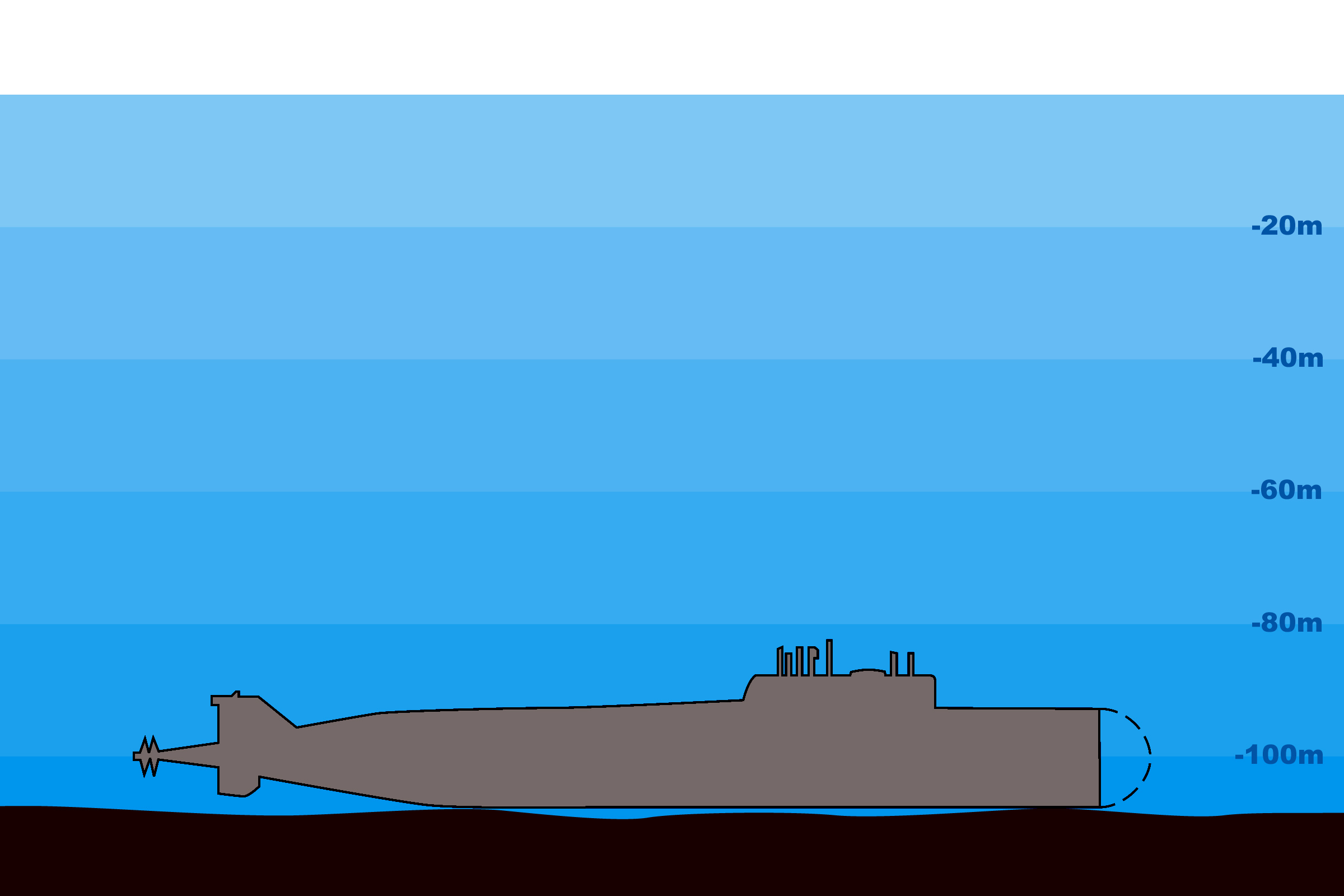
Die 154 m lange Kursk in 108 m Tiefe

Am 12. August 2000 nahm die Kursk an einem Manöver der russischen Nordflotte in der Barentssee teil. Um 11:28 Uhr Moskauer Zeit wurde in Norwegen in diesem Seegebiet eine Explosion mit der Stärke 1,5 auf der Richter-Skala, um 11:30 Uhr eine weitere der Stärke 3,5 aufgezeichnet. Laut dem offiziellen Untersuchungsbericht wurde vermutlich der Motor eines Übungstorpedos zu früh eingeschaltet. Aufgrund der fehlenden Kühlung durch das umgebende Meereswasser überhitzte der Torpedo, wodurch eine Wasserstoffperoxidleitung leckte (85–98-prozentiges Wasserstoffperoxid, sogenanntes HTP oder High Test Peroxide, wird für Raketen und Torpedoantriebe verwendet). Diese Chemikalie reagiert stark mit Messing und Kupfer (beides befindet sich im Torpedo) und bildet dabei unter großer Hitzeentwicklung Wasserdampf und gasförmigen Sauerstoff.
Dabei kann sich ein großer Gasdruck ausbilden, der beim Bersten der Hülle des Torpedos seine Fragmente auseinandersprengt. Es brach ein Feuer aus, das sich schnell bis in den Bugtorpedoraum ausbreitete und dort durch die Explosion der Sprengköpfe ein großes Loch in die Außenhülle des U-Bootes riss. Zu alledem wurde durch die verheerende Druckwelle die Sektion 2 stark beschädigt, wo sich der Kommando- und Steuerstand mit den meisten Offizieren und dem Kommandanten befand. Durch das daraufhin eindringende Wasser sank die Kursk 180 Kilometer nordöstlich von Murmansk (etwa 69° 40′ N, 37° 35′ O) auf eine Tiefe von 108 Metern.
US-amerikanische Untersuchungen unter Zuhilfenahme russischer Experten kommen zu einem ähnlichen Schluss, wobei sie anstelle des Frühstarts des Torpedomotors jedoch Undichtigkeiten des Wasserstoffperoxidsystems infolge mangelhafter Wartung als Ursache annehmen. Als Grund dafür, dass die wesentlich stärkere innere Torpedorohrklappe bei der ersten kleineren Explosion brach, wird angenommen, dass die Matrosen in diesem Moment versuchten, die Klappe erneut zu öffnen oder zu schließen, um Probleme mit den elektrischen Kontakten der Klappe zu beseitigen. Dass es nach dem Brandausbruch nicht zu einem Löschversuch oder irgendwelchen Notfallmaßnahmen (Auftauchen) kam, führt der Bericht darauf zurück, dass ein Lüftungsschacht zwischen Bug- und Kommandosektion der ersten Explosion nicht standhielt und so die Besatzung der Kommandobrücke ebenfalls getötet wurde.
Anfangs galt eine Fehlfunktion eines Superkavitationstorpedos vom Typ „Schkwal“ als mögliche Ursache, was sowohl laut russischen als auch US-amerikanischen Analysen später verworfen wurde.
Mindestens 23 Besatzungsmitglieder überlebten zunächst im Inneren des Bootes, konnten sich aber nicht aus eigener Kraft aus dieser Tiefe befreien. Um den Anstieg des CO2-Gehalts der Luft im U-Boot zu verlangsamen und den Sauerstoffgehalt zu erhöhen, versuchte die Besatzung, darunter Kapitänleutnant Sergei Sadilenko, die noch verfügbaren CO2-Filterkartuschen des Gaswäscher-Systems aufzuhängen. Diese entziehen der Luft mit Hilfe der Luftfeuchtigkeit das CO2 und setzen Sauerstoff frei. Kommen Kaliumhyperoxid-enthaltende Filterkartuschen mit viel Wasser in Kontakt, werden unter starker Wärmeentwicklung größere Mengen an reinem Sauerstoff freigesetzt, die im Zusammenhang mit aufschwimmendem Maschinenöl stark brandfördernd wirken, wodurch es zur schlagartigen Brandentwicklung kam. Es ist anzunehmen, dass eines der Besatzungsmitglieder in der Dunkelheit einen dieser Filter ins Wasser fallen ließ.
Russische Rettungsmannschaften versuchten unter anderem mit Rettungs-U-Booten der Pris-Klasse vergeblich, eine Rettung durchzuführen. Die angebotene internationale Hilfe unter anderem von Großbritannien, Norwegen und den USA, und selbst Vorbereitungen dazu, waren zuvor von russischer Seite abgelehnt worden, so dass deren – unter Umständen rechtzeitiges – Eintreffen verzögert wurde. Die Medien und die Angehörigen der Besatzung wurden über den Zustand des Bootes und den Verlauf der Rettungsarbeiten nur schleppend und widersprüchlich informiert. Als norwegische Taucher über eine Woche später mit der Tauchplattform „Regalia“ zum Wrack hinabtauchten, konnten sie keine Überlebenden mehr finden. Mittlerweile waren auch die letzten der 118 Mann Besatzung ums Leben gekommen.
Während des Unglücks befand sich das norwegische Aufklärungsschiff Marjata 19 Seemeilen von der Unglücksstelle entfernt und registrierte mit seinen Sensoren die beiden Explosionen.
|  | 12.08.2000 15.45 Здесь темно писать, но наощупь попробую. Шансов похоже нет % – 10–20 Будем надеяться, что хоть кто-нибудь прочитает Здесь список л/с отсеков, которые находятся в 9-м и будут пытаться выйти Всем привет, отчаиваться не надо. Колесников. |  | 12. August 2000 15:45 Hier ist es zu dunkel, um zu schreiben, aber ich versuche es durch Fühlen. Es scheint keine Chance zu geben, 10–20 Prozent. Hoffentlich liest das jemand. Hier ist eine Liste des Personals der Sektionen, die in der neunten [Sektion] sind, und versuchen werden, rauszukommen. Grüße an alle, nicht verzweifeln. Kolesnikow |

### Bergung
Nach dem Einsatz von Tauchrobotern begannen im Juli 2001 Taucher damit, am Wrack die Stellen zu markieren, an denen Löcher für die Seile zum Heben des Wracks gebohrt werden sollten.
Das Schiff wurde von den niederländischen Firmen Mammoet und Smit Internationale am 8. Oktober 2001 gehoben. Zuvor war der Bug mit der Torpedo-Sektion unter Wasser vom Rest des Schiffes abgetrennt worden. Die dazu eingesetzte Seilsäge war von einer Krefelder Firma gefertigt worden. Diese Seilsäge bestand aus Hülsen, die mit JG-DUR-Hartmetall beschichtet waren.
Mit Hilfe des Pontons Giant-4 schleppte der Hochseeschlepper Singapur die Kursk in den Hafen von Rosljakowo (69° 4′ N, 33° 12′ O). Dort wurde sie in das Schwimmdock PD-50 gebracht und abgewrackt. Die Kursk ist das einzige der fünf gesunkenen Atom-U-Boote sowjetischer Bauart, das gehoben wurde. Ebenso sanken K-8 (1970, liegt in 4500 m Tiefe), K-219 (1986, 5500 m), Komsomolez (1989, 1850 m) und K-159 (2003, 240 m).

### Gedenken

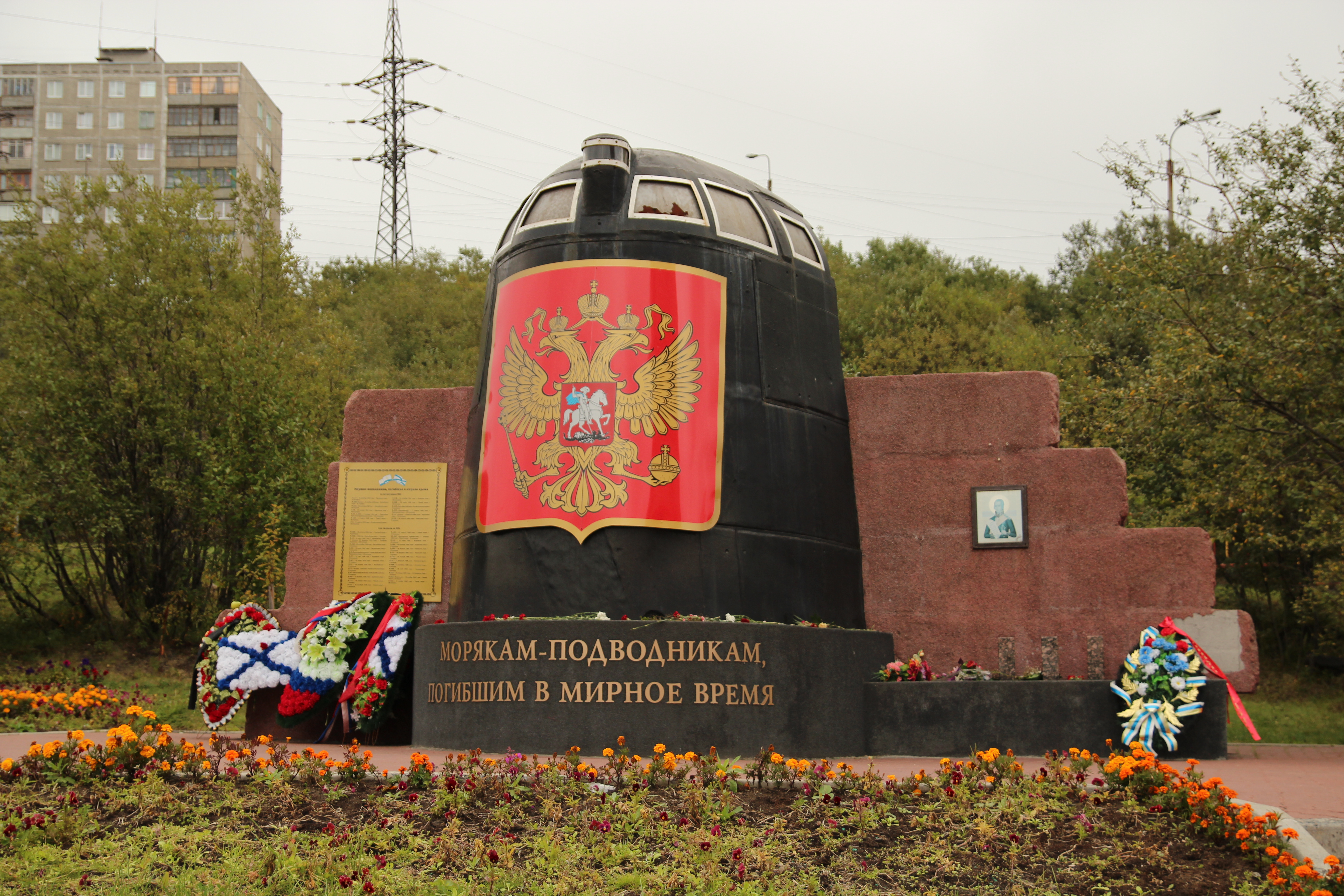
Mahnmal in Murmansk

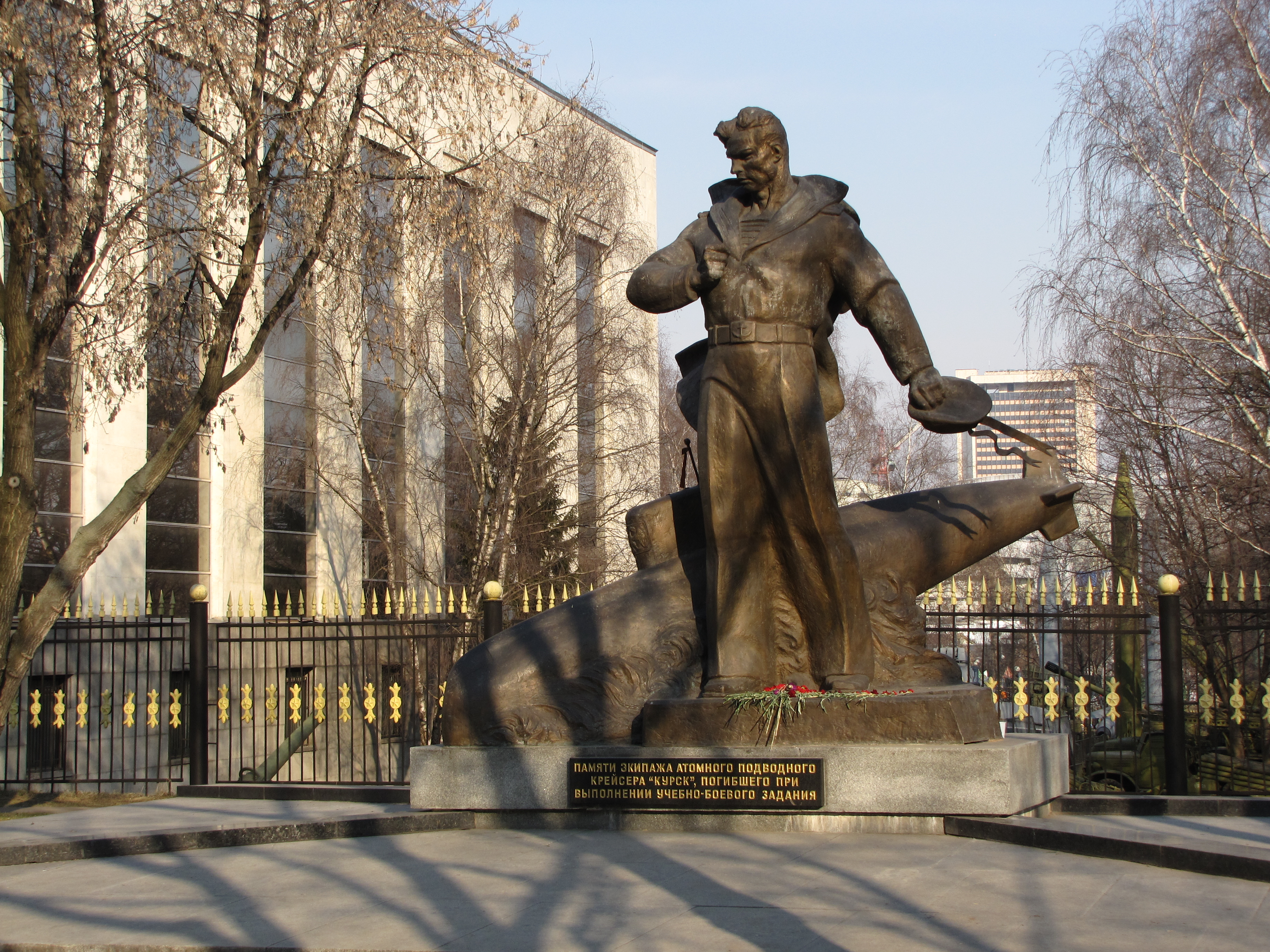
Denkmal in Moskau

In Murmansk sollte nahe der Kathedrale ein Mahnmal für das Unglück und seine Opfer entstehen. In das Mahnmal sollte der Turm des U-Bootes eingearbeitet werden. Im März 2009 tauchte der Turm jedoch auf einem Schrottplatz bei Murmansk auf, wo er von Mitgliedern einer Organisation zur Unterstützung der russischen Flotte entdeckt wurde. Der folgende öffentliche Protest führte dazu, dass das Mahnmal schließlich im Sommer 2009 eingeweiht wurde. Es steht mit Blick auf die Kola-Bucht in der Nähe der Kirche des Erlösers auf dem Wasser.
Ein weiteres Denkmal für die Besatzung wurde am 12. August 2002 – dem 2. Jahrestag des Untergangs – in Moskau eingeweiht.

## Ursache der Katastrophe
Monatelang behauptete das russische Militär, dass die Kursk durch ein US-amerikanisches U-Boot – erwähnt wurde die Memphis (welche die Kursk angeblich beschattete) – gerammt worden sei und es so zu dem Unglück kam. Kollisionen zwischen US-amerikanischen und sowjetischen oder russischen U-Booten gab es seit dem Kalten Krieg tatsächlich einige Male. So kollidierte am 11. Februar 1992 das US-U-Boot Baton Rouge mit dem russischen Boot B 276. Diese Möglichkeit des Untergangs der Kursk konnte später ausgeschlossen werden, da bewiesen werden konnte, dass die Stärke der Druckwelle, die bei dem angeblichen Zusammenprall entstanden wäre, keinesfalls mit der tatsächlichen Stärke der Explosion übereinstimmen konnte. Andere Quellen kamen zunächst zu dem Schluss, dass das U-Boot bei einem Probeschießen versehentlich durch eine Rakete des Kreuzers Pjotr Weliki versenkt wurde.

### Russischer Untersuchungsbericht
Im Februar 2002 präsentierte die staatliche Untersuchungskommission das Ergebnis ihrer Ermittlungen. Ein defekter Übungstorpedo habe letztlich die Katastrophe verursacht. Generalstaatsanwalt Wladimir Ustinow benannte die Chefs der Nordflotte und die Besatzung der Kursk unter Kommandant Gennadi Ljatschin als Verantwortliche für schwere Nachlässigkeiten. Das Strafverfahren gegen die Marineführung endete jedoch im Juli 2002 ergebnislos und wurde eingestellt. Die Unterlagen werden amtlich für die Dauer von 25 Jahren geheim gehalten, ausgenommen der Teil über die Schlussfolgerungen der Untersuchung.

## Rezeption
- Kursk, Film von Thomas Vinterberg, 2018[13]
- KURSK, Adventure- und Dokumentar-Videospiel von Jujubee S.A., 2018[14]